# Кладє-при-Крмелю
Кладє-при-Крмелю (словен. Kladje pri Krmelju) — поселення в общині Севниця, Споднєпосавський регіон, Словенія. Висота над рівнем моря: 621,8 м.